# 柳市 (北达科他州)
柳市（英語：Willow City），是美国北达科他州下属的一座城市。根据2010年美国人口普查，该市有人口163人。